# Процес на продължаващо подобряване на качеството
Процес на продължаващото подобряване на качеството (на английски: continuous improvement process, CIP, CI) e текущо усилие за подобряване на продукти, услуги или процеси. Тези усилия могат да изглеждат като „нарастващо“ подобрение във времето или подобрение, което представлява „пробив“, промяна „от веднъж“. Процесите на доставяне на услуги (като оценявани от клиентите) са постоянно оценявани и подобрявани в светлината на тяхната ефикасност, ефективност и гъвкавост.
Някои го разглеждат като мета-процес, който е характерен за повечето системи за управление (управление на бизнес процесите, управление на качеството, управление на проектите). Деминг го разглежда като част от „система“, където обратната връзка от процеса и клиента са оценявани по отношение на организационните цели. Това, че може да се нарече процес на управление не означава, че трябва да се изпълнява от мениджмънта на организация.
Някои успешни приложения на подхода са известни като „Кайзен“ или „кай“ – промяна, „зен“ добър, от японски, в общия смисъл на подобрение. Този метод става известен с книгата на Масааки Имай Кайзен: ключът към японския съревнователен успех („Kaizen: The Key to Japan's Competitive Success“)
- Основният принцип е саморефлексивността на един процес. (обратна връзка)
- Целта е идентификация, редукция и елиминиране на неоптималните процеси. (ефикасност)
- Ударението е върху постепенното, продължително напредване към големи цели. (еволюция)